# Trichillum externepunctatum
Trichillum externepunctatum är en skalbaggsart som beskrevs av Preudhomme de Borre 1880. Trichillum externepunctatum ingår i släktet Trichillum och familjen bladhorningar. Inga underarter finns listade i Catalogue of Life.